# Dennis Marshall
Dennis Marshall (Limón, 9 augustus 1985 – San José, 23 juni 2011) was een Costa Ricaans voetballer die tot voor zijn dood voor het Deense Aalborg BK speelde.

## International
Marshall speelde 19 interlands voor Costa Rica. Hij debuteerde op 6 juni 2009 tegen Trinidad en Tobago. Zijn enige interlanddoelpunt scoorde hij 5 dagen voor zijn dood, op 18 juni 2011, tegen Honduras in de Gold Cup.

## Overlijden
Marshall kwam op 23 juni 2011 om het leven bij een auto-ongeluk in de buurt van San José. Hij botste met zijn auto tegen een vrachtwagen. Hierbij kwam ook zijn vriendin om het leven.